# Kiwara Miyazaki
Kiwara Miyazaki (宮崎 幾笑 Miyazaki Kiwara?), född 17 februari 1998 i Gunma prefektur, är en japansk fotbollsspelare.
Miyazaki började sin karriär 2015 i Albirex Niigata. 2017 flyttade han till Zweigen Kanazawa. Han spelade 62 ligamatcher för klubben. 2019 flyttade han till FC Tokyo.